# Melgar de Fernamental
Melgar de Fernamental település Spanyolországban, Burgos tartományban. Melgar de Fernamental Herrera de Pisuerga, Rezmondo, Sotresgudo, Villamayor de Treviño, Padilla de Arriba, Padilla de Abajo, Arenillas de Riopisuerga, Palacios de Riopisuerga, Osornillo és Osorno la Mayor községekkel határos. Lakosainak száma 1513 fő (2024).

## Népesség
A település népessége az utóbbi években az alábbiak szerint változott:
| Lakosok száma | 2003 | 1956 | 1876 | 1866 | 1842 | 1783 | 1695 | 1559 | 1553 | 1513 |
|               | 2001 | 2004 | 2006 | 2009 | 2011 | 2014 | 2016 | 2019 | 2021 | 2024 |